# 小豆島町立内海中学校
小豆島町立内海中学校（しょうどしまちょうりつ うちのみちゅうがっこう）は、香川県小豆郡小豆島町にあった公立中学校。2014年4月、小豆島町立小豆島中学校として統合された。

## 沿革
- 1950年3月15日 - 町内（当時は草壁町）に昭和天皇の戦後巡幸。内海中学校校庭に内海奉迎場を設けて昭和天皇を迎えた[1]。
- 2006年3月21日 - 小豆郡内海町が同郡池田町と合併、小豆島町が発足したのに伴い、小豆島町立内海中学校と改称。
- 2008年1月 - 新校舎が落成。
- 2014年4月 - 小豆島町立池田中学校と統合により廃校。小豆島町立小豆島中学校が開校。

## 通学区域
- 小豆島町
  - 西村、神懸通、草壁本町、片城、安田、木庄、橘、岩谷、当浜、馬木、苗羽、古江、堀越、田浦、坂手、福田、吉田

以下の3小学校区。
- 小豆島町立星城小学校
- 小豆島町立安田小学校
- 小豆島町立苗羽小学校

## 周辺
- 小豆島町内海支所
- 香川県立小豆島高等学校
- 内海郵便局
- 木庄川
- 片城川

## アクセス
- 内海フェリー 草壁港から東へ約1km
- 小豆島バス 内海中前にて下車
- 国道436号沿い